# باتريك كوتيه
باتريك كوتيه هو متسابق بياثل كندي، ولد في 2 يونيو 1985 في غراند فولز، نيو برونزويك ‏ في كندا.

## وصلات خارجية
- باتريك كوتيه على موقع IBU (الإنجليزية)